# 朝鲜羽蛛
朝鲜羽蛛（学名：Oxyptila coreana）为蟹蛛科羽蛛属的动物。分布于朝鲜以及中国大陆的山东、北京、河北、甘肃、吉林等地。该物种的模式产地在朝鲜。